# Hironobu Ono
Hironobu Ono (født 7. juli 1987) er en tidligere japansk fodboldspiller.
Han har spillet for flere forskellige klubber i sin karriere, herunder Mito HollyHock.